# Hans Strøm

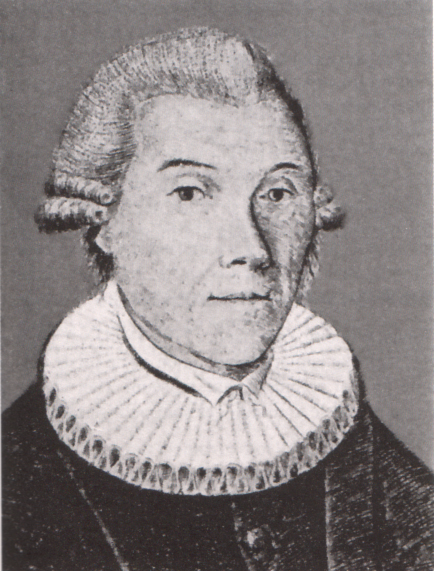
Hans Strøm

Hans Strøm (* 25. Januar 1726 in Borgund (heute Ålesund); † 1. Februar 1797 in Hokksund in Øvre Eiker) war ein norwegischer Pfarrer, Naturforscher und Topograph. Sein Autorenkürzel ist Ström.
Seine Eltern waren der Propst Peder Olsen Strøm (1682–1741) und dessen Frau Gunhild Susanna Hagerup (1687–1764). Am 5. Dezember 1764 heiratete er Helene Dorothea Meyer geborene Grave (1734–1808), Tochter des Pfarrers Christian Grave (1700–1763) und dessen Frau Maren Lerche (1708–1743).
Man bezeichnet ihn als den ersten wirklichen Naturforscher Norwegens.

## Jugend und beruflicher Werdegang
Er wuchs in Borgund auf, wo sein Vater Propst und zusammen mit seinem Onkel Eiler Hagerup Mitglied der pietistischen Pfarrer-Gruppe „Syvstjernen“ (Siebengestirn) war. Er war an der Natur interessiert und liebte das Zeichnen, so dass sein Vater bereits erwog, ihn auf die Kunstakademie in Kopenhagen zu schicken. Als der Vater starb, war er 15 Jahre alt und kam in die letzte Klasse der Kathedralschule in Bergen. Ein Jahr später kam er an die Universität in Kopenhagen und legte 1745 das theologische Staatsexamen ab.
Strøm hatte nicht vor, Pfarrer zu werden. Er kehrte nach Hause zu seiner vermögenden Mutter zurück und studierte mit Hilfe der Bibliothek seines Vaters weiter. Der Nachfolger seines Vaters auf der Pfarrstelle überredete ihn, dessen Kaplan zu werden. Das blieb er 14 Jahre lang, danach wurde er Pfarrer in Volda, heiratete dort die Witwe seines Vorgängers und übernahm auch deren beiden Kinder. Die vier eigenen Kinder starben schon im Kleinkindalter. Nach 15 Jahren in Volda wurde er Pfarrer in Hokksund, das eine lukrativere Pfarrstelle war und wo früher sein Schwiegervater Pfarrer gewesen und seine Frau aufgewachsen war. Nach 18 Jahren dort starb er im Alter von 71 Jahren.

## Der Forscher

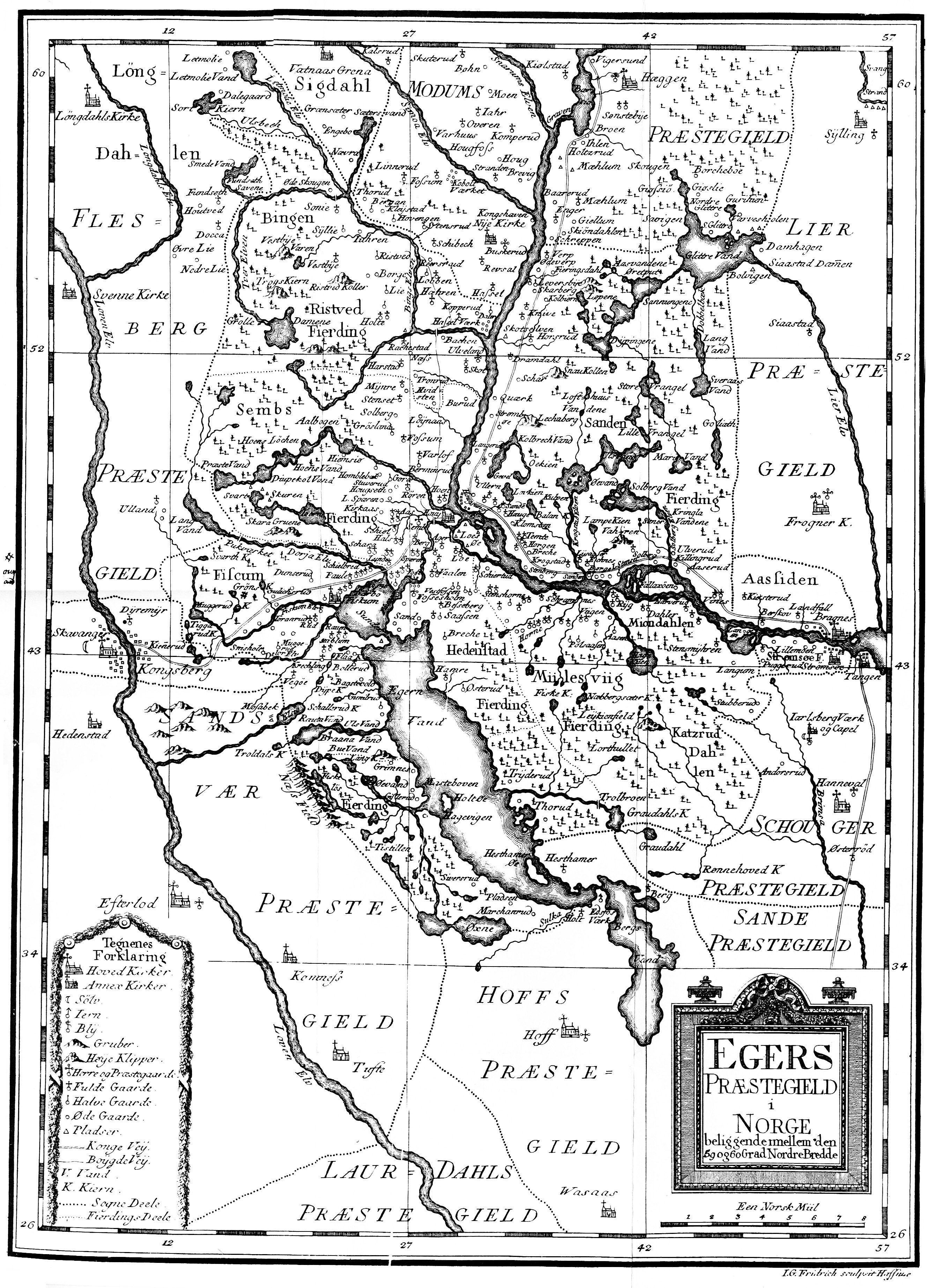
Karte des Sprengels Eger von Hans Strøm in Physisk og Oeconomisk Beskrivelse over Fogderiet Søndmør….

Hans Strøm predigte nicht gerne, aber er war an Menschen interessiert und war ein guter Seelsorger. Als Kaplan reiste er viel in seinem Sprengel umher. Er machte ab 1748 naturwissenschaftliche Aufzeichnungen und beschrieb auch das Wirtschaftsleben. 1752 erschien der erste Band von Erik Pontoppidans Werk Et første Forsøg paa Norges naturlige Historie (Der erste Versuch über Norwegens Naturgeschichte). Das regte ihn zu seiner systematischen Arbeit an, die in Physisk og Oeconomisk Beskrivelse over Fogderiet Søndmør beliggende i Bergens Stift i Norge (Physische und ökonomische Beschreibung über die Vogtei Søndmør im Bistum Bergen in Norwegen) mündete und in zwei Bänden 1762 und 1766 erschien. Der Unterschied zwischen seinem Werk und dem Pontoppidans ist deutlich: Pontoppidan verwendete ausschließlich Informationen aus zweiter Hand, während Strøm wert darauf legte, nur aufzuzeichnen, was er selbst gesehen hatte. Der erste Band enthält eine kurze Beschreibung der Vogtei, der eine selbst gezeichnete Karte beiliegt. Außerdem enthält der Band eine naturwissenschaftliche Beschreibung der Pflanzen und Tiere Sunnmøres sowie der Wirtschaft, der Ackerbaumethoden, der Viehzucht und der Fischerei. Am Schluss findet sich eine Beschreibung der Menschen, deren Kleidung, Dialekt, ihrer täglichen Nahrung, der Trauungen, der Geburten und Todesfälle in der Zeit von 1740 bis 1760. Im zweiten Band werden jede einzelne Pfarrstelle und viele Einzelhöfe beschrieben.
Sein Bruder Ole Strøm in Kopenhagen sandte den ersten Band an den schwedischen Naturforscher Carl von Linné, der dafür Strøm ein hohes Lob spendete. Das Werk wurde zum Musterbeispiel für die topographischen Autoren in Skandinavien. 1784 veröffentlichte er noch eine Beschreibung seines Pfarrbezirks Eiker. Sein Bruder verschaffte ihm auch ein Mikroskop, wahrscheinlich das erste seiner Art in Norwegen, und sein Forscherdrang wuchs. Er verfasste über 50 Abhandlungen, die meisten mit hervorragenden Zeichnungen. Die meisten Abhandlungen befassen sich mit Insekten und Moosen. Er beschrieb 470 Insektenarten, von denen er 115 mit Zeichnungen versah, und beschrieb von 94 Arten die Lebensstadien vom Ei zum fertigen Insekt. Wie viele davon Erstbeschreibungen sind, ist noch nicht ermittelt. Aber zu vielen bereits beschriebenen Arten brachte er bislang nicht beschriebene anatomische Details. Er dachte daran, diese Beschreibungen zu einem Buch Fauna Norvegica analog zu dem Werk Flora Norvegica des Gunnerus zusammenzufassen. Er beschrieb auch 112 Arten von Mosen, von denen er 70 zum ersten Mal beschrieb. Hinzu kommen hervorragende anatomische Beschreibungen der Ruderfußkrebse und der Nordischen Purpurschnecke sowie eine detaillierte Schilderung der Lemmingwanderung während eines solchen Ereignisses in Volda 1772.
Strøms Hintergrund war zwar pietistisch, aber er war sehr von den Ideen der Aufklärung eingenommen und verfasste daher viele populärwissenschaftliche Texte aus verschiedenen Gebieten. Er hatte einen festen Glauben an die Freiheit und die Vernunft des Menschen und setzte sich auch für bessere Schulen und eine norwegische Universität ein.

## Werke
- Physisk og Oeconomisk Beskrivelse over Fogderiet Søndmør, beliggende i Bergens Stift i Norge, (Bd. 1: Sorø 1762; Bd. 2: 1766)
- „Beskrivelse over Norske Indsecter“. Erster Teil. In: Det Trondhiemske Selskabs Skrifter, Bd. 3. Kopenhagen 1765. S. 376–435
- „Beskrivelse over Ti Norske Søe-Væxter“. In: Det Kiøbenhavnske Selskab af Lærdoms og Videnskabers Elskere, Skrifter, Bd. 10, Kopenhagen 1770, S. 249–259.
- Tilskueren paa Landet. Teil I-II. Kopenhagen 1775
- „Purpur-Sneglen (Buccinum Lapillus) beskreven efter dens ud- og indvortes Dele, samt dens Leve- og Yngle-Maade“. In: Det Kongelige Videnskabers Selskabs Skrifter, Bd. 11, Kopenhagen 1777. S. 1–46
- Physisk-Oeconomisk Beskrivelse over Eger – Præstegiæld i Aggershuus Stift i Norge Kopenhagen 1784.
- „Om Silde- eller Rød-Aat“ (Ruderfußkrebse). In: Det Kongelige Norske Videnskabers Selskabs Skrifter. Neue Sammlung, Bd. 1. Kopenhagen 1784. S. 185–192
- „Beskrivelse over Norske Indsecters“, Fünfter Teil. In: Det Kongelige Danske Videnskabers Selskabs Skrifter. Bd. 3. Kopenhagen 1788. S. 264–300
- „Fortegnelse over endeel Norske Væxter, især Cryptogamister, som et Tillæg til Gunneri Flora Norvegica“ Erster Teil. In: Det Kongelige Danske Videnskabers Selskabs Skrifter. Bd. 3. Kopenhagen 1788. S. 348–382
- „Nogle Indsect-Larver med deres Forvandlinger“. Det Kongelige Norske Videnskabers Selskabs Skrifter. Neue Sammlung, Bd. 2. Kopenhagen 1788. S. 375–400
- „Bemerkninger om Oprettelsen af et Universitet i Norge“. Anonyme Beilage in: Norske Intelligentz-Sedler vom 24. Juli 1793.
- „Fortegnelse over endeel Norske Væxter, især Cryptogamister“. Ergänzung zur Flora Norvegica des Gunnerus, Zweiter Teil. Det Kongelige Danske Videnskabers Selskabs Skrifter Bd. 4. Kopenhagen 1793, S. 369–397